# Feeling (tijdschrift)
Feeling is een Belgisch Nederlandstalig maandblad dat uitgegeven wordt door Roularta. Hoofdredacteur van het blad is An Brouckmans, voor Feeling Wonen is dat André Lafère.

## Historiek
Het tijdschrift werd in 1990 opgericht door de Tijdschriften Uitgevers Maatschappij (TUM, vanaf 1997 Mediaxis). In 1997 fuseerde Feeling met Elga, dat in 1993 was overgenomen van The Press. In  2001 kwam het blad in handen van Sanoma Media en sinds januari 2018 wordt het uitgegeven door Roularta.
Zusterbladen zijn Feeling Wonen en Njam!, met als ondertitel "Het kookmagazine met feeling" dat wordt uitgegeven in samenwerking met de gelijknamige digitale kookzender. Daarnaast was er nog kortstondig de special Feeling For Men.